# 艾吉哈佐什科扎尔
艾吉哈佐什科扎尔，是匈牙利巴兰尼亚州所辖的一个村。总面积24.31平方公里，总人口799，人口密度32.9人/平方公里（2011年1月1日）。